# آرال (شهرستان توپ)
آرال (به لاتین: Aral) یک منطقهٔ مسکونی در قرقیزستان است که در شهرستان توپ واقع شده‌است. آرال ۱٬۵۷۴ نفر جمعیت دارد و ۱٬۶۶۱ متر بالاتر از سطح دریا واقع شده‌است.